# Scorn
Scorn je biopunková hororová adventurní videohra z pohledu první osoby vyvinutá srbským vývojářem Ebb Software. Hra je inspirována díly výtvarných umělců H. R. Gigera a Zdzisława Beksińského. Hra byla vydána 14. října 2022 pro Microsoft Windows a Xbox Series X/S.

## Hratelnost
Hráč ovládá humanoida ve světě plném podivných tvorů a živých techno-organických struktur složených ze strojů, masa a kostí. Hra je primárně rozdělena mezi průzkumem a bojem. Průzkum zahrnuje občasné logické hádanky a pro boj se využívají různé biomechanické zbraně, které se všechny připojují k modulární základně. Pro použití konkrétní zbraně musí hráč odstranit aktuální zbraň ze základny a nahradit ji jinou. Hra obsahuje čtyři zbraně: zbraň pro boj zblízka podobná pneumatické vrtačce, kterou lze také použít k pohonu strojů na určitých místech, zbraň podobná pistoli, zbraň podobná brokovnici s vysokým poškozením na blízko a granátomet, také používaný k ničení prostředí v kontextu logických hádanek.

## Příběh
Režisér hry chtěl navázat na „vesmírného žokeje“ z filmu Vetřelec, pilota havarované vesmírné lodi na planetě LV-426. Živá tkáň a technologie vypadají, jako by byly součástí jedné věci, vše ve hře se řídí touto myšlenkou pevných materiálů impregnovaných organismy. Estetiku také ovlivnilo dílo Zdzisława Beksińského. Na cizí planetě vedli mimozemští inženýři Homunculi válku proti dvěma vlastním rozděleným frakcím, jedna frakce stavěla kyborgy z těl, zatímco druhá vyráběla militarizované robotické obleky.
Příběh se odehrává na cizí planetě po ničivé válce. První protagonista se probouzí a pokouší se překročit pustinu k citadele Polis viděné v dálce, ovšem zřítí se trhlinou do továrny zvané Assembly, recyklační továrně, která zpracovává živé věci. Zde potkává jednoho z přeživších (pracovně nazvaného Moldman), kterého využije k dalšímu postupu (ten může přežít nebo nemusí). Dostává se k srdci továrny, které je živeno humanoidními bytostmi. Jeho živením inkubátory se odkrývá průchod na povrch, ovšem srdce praská a protagonista zmutuje do formy jakéhosi parazita. 
Druhý protagonista se vynořuje z vejčité struktury na vysoké zdi a projde apokalyptickou pustinou do dopravního uzlu, který byl ovšem zamořen nepřátelskými entitami. Zde je napaden parazitem, který mu umožňuje používat různé zbraně a nástroje, ale pravidelně jej zraňuje a postupně ho pokrývá úponkovitými výrůstky. Dostává se k hlavnímu výtahu, který však obklopuje obrovská královna. Reaktivace výtahu ji zabije, ale umožní protagonistovi přístup do nadzemní dráhy, aby dosáhl citadely.
Při prozkoumávání citadely hlavní hrdina narazí na tři nepřátelské inženýry Homunculi, jejich mrtvá těla využije na spojovací zařízení s centrální myslí v chrámu. Parazit také kompletně obklopí hlavního hrdinu, tím mu znemožní používat zařízení a přinutí ho použít stroj k jeho odstranění. Hráč se poté potácí k centrální mysli chrámu. Po připojení ovládá dva androidy, kterými otevře bránu k energetickému poli, jedním k němu nese své tělo, ovšem po cestě je znovu napaden parazitem. Ten se s ním opět spojí, tenkrokrát však natolik pevně, až spolu vytvoří jakýsi nehybný kokon. Protagonista je tak symbolicky uvězněn v tomto parazitickém stavu uprostřed cesty, na rozhraní mezi dvěma světy.

## Vývoj
Ebb Software je srbské herní vývojářské studio založené v roce 2013. Vývojáři navrhli hru s myšlenkou „být vržen do světa“ s malým kontextem. Chtěli, aby znepokojivé prostředí bylo samotnou postavou. Samotná hra byla oznámena v listopadu 2014 s upoutávkou ukazující pre-alpha záběry, vývoj byl plánován s dvoudílným vydáním.
V lednu 2015 získala hra soukromé financování od investora a plná produkce začala v únoru 2015. První část měla být označena jako Dasein (v lidové němčině znamená „být tam“ nebo „bytí ve světě“). V roce 2017 získala společnost Ebb Software na crowdfundingu Kickstarter svůj cíl 150 000 eur. Od poloviny roku 2018 byla hra skoro kompletně přepracovaná a v srpnu produkční tým oznámil, že uvede hru jako celek, nikoli po částech, ačkoli nebylo oznámeno žádné konkrétní datum vydání.
V květnu 2020 bylo oznámeno, že hra vyjde na PC na Steam, Microsoft Store a GOG a bude mít časovou exkluzivitu konzole na Xbox Series X/S, kde poběží v 60 fps a 4K, na předchozí generace konzolí nebude vydána, hra měla vyjít na podzim 2021. Později bylo vydání posunuto ještě o rok. Hra byla nakonec vydána 14. října 2022.

## Přijetí
Pochvalovaná byla atmosféra, osobitý audiovizuál a logické hádanky, naopak kritizován byl těžkopádný soubojový systém a systém ukládání. Hra byla hodnocena českými servery Bonusweb.cz 70 %, Doupě.cz 70 %, Zing.cz 60 %, Vortex.cz 70 % a Indian-tv.cz 80 %.